# Paul van Vliet Award

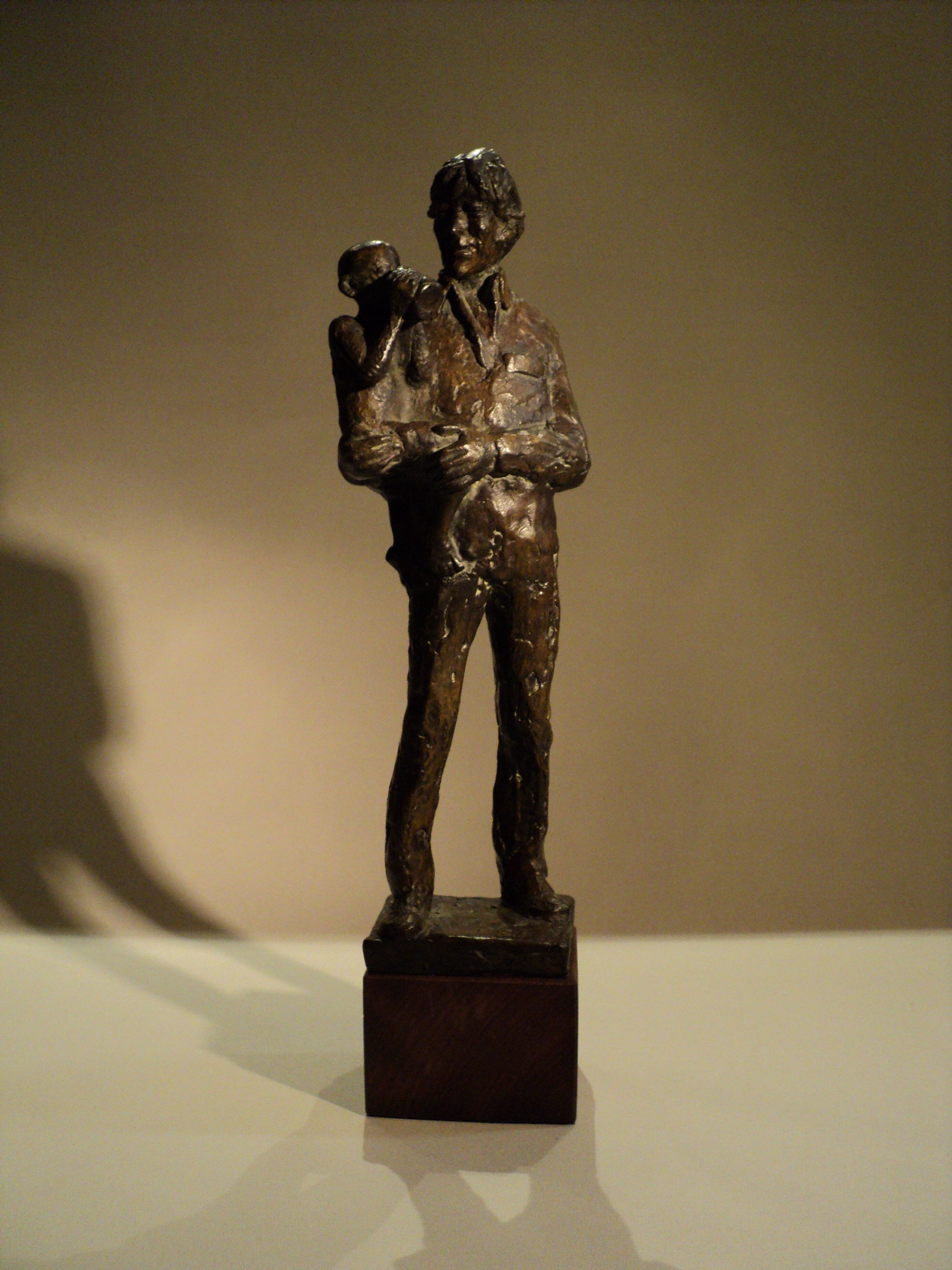
Paul van Vliet Award, ontworpen door Loek Bos

De Paul van Vliet Award is een in 2012 in het leven geroepen prijs om organisaties te ondersteunen die zich op een bijzondere manier inzetten voor kinderen. Het is een initiatief van Unicef Nederland en de Efteling. De prijs is vernoemd naar Paul van Vliet die in 2012 zijn 20-jarig jubileum vierde als ambassadeur voor Unicef Nederland en daarbij als eerste de prijs kreeg uitgereikt. Naast een beeld, ontworpen door Loek Bos, wordt 10.000 euro uitgereikt aan de winnende organisatie. De uitreiking vindt elk jaar plaats in de Efteling, aanvankelijk op 20 november, de Dag voor de Rechten van het Kind, later is de datum veranderd.
De Paul van Vliet Award werd uitgereikt aan:
| Jaar | Organisatie                      | Plaats    |
| ---- | -------------------------------- | --------- |
| 2012 | Paul van Vliet                   | Den Haag  |
| 2013 | Stichting Agnes van Leeuwenberch | Utrecht   |
| 2014 | Villa Pinedo                     | Amsterdam |
| 2015 | Esther Vergeer Foundation        | Arnhem    |
| 2017 | Stichting Move                   | Utrecht   |
| 2018 | Stichting De Liedjesfabriek      | Nijmegen  |
| 2019 | ELANCE Academy                   | Randstad  |